# Чад (Аскинский район)
Чад (баш. Сат) — деревня в Мутабашевском сельсовете Аскинского района Республики Башкортостан России.

## Население
| 2002 | 2009 | 2010 |
| ---- | ---- | ---- |
| 47   | ↘44  | →44  |

Согласно переписи 2002 года, преобладающая национальность — башкиры (98 %).

## Географическое положение
Расстояние до:
- районного центра (Аскино): 32 км,
- центра сельсовета (Старый Мутабаш): 3 км,
- ближайшей железнодорожной станции (Куеда): 84 км.